# أندرو بورو
أندرو بورو (بالإنجليزية: Andrew Burrow)‏ مواليد 17 يونيو 1963 في جورج، كيب الغربية، جنوب أفريقيا، هو لاعب كرة مضرب جنوب أفريقي سابق وكان يلعب باليد اليمنى. أعلى تصنيف له في الفردي كان المركز الـ 276 في سنة 1989. أعلى تصنيف له في الزوجي كان المركز الـ 227 في سنة 1984.

## روابط خارجية
- أندرو بورو على موقع رابطة محترفي التنس (الإنجليزية)
- أندرو بورو على موقع الاتحاد الدولي لكرة المضرب (الإنجليزية)
- أندرو بورو على موقع خلاصة التنس.كوم (الإنجليزية)